# Wewahitchka
Wewahitchka è una città degli Stati Uniti d'America situata in Florida, nella Contea di Gulf.